# Sepp Straka
Josef 'Sepp' Straka (Wenen, 1 mei 1993) is een golfprofessional uit Oostenrijk die uitkomt op de PGA Tour.

## Amateur
Op het Europees kampioenschap voor junioren in 2011 vertegenwoordigde Straka het Oostenrijkse team, waar het als tweede eindigde - wat de beste prestatie was in de geschiedenis van het land - en in de finale verloor van het Spanje waar Jon Rahm deel van uitmaakte.
Voor zijn golfcarrière verhuisde Straka naar de Verenigde Staten en speelde golf aan de Universiteit van Georgia tussen 2011 tot 2016.
Zijn tweelingbroer Sam speelde als junior in dezelfde jeugdteams als Sepp en speelde ook golf aan de Universiteit van Georgia.

## Professional
Na afronding van zijn studie speelde Straka zijn eerste professionele toernooien op de PGA Tour Canada. Hij kwalificeerde zich vervolgens voor de Web.com Tour in 2017, waar hij in totaal 25 toernooien meespeelde en zijn beste resultaat een 7e plaats was tijdens het het El Bosque Mexico Championship.
Nadat hij in 2018 op een gedeelde 3e plaats eindigde in het Web.com Tour Championship, verdiende Straka als eerste Oostenrijkse golfer ooit een PGA Tour-kaart. Eerder dat jaar behaalde Straka zijn eerste professionele overwinning door op de Web.com Tour de KC Golf Classic te winnen.
In zijn eerste seizoen op de PGA Tour was Straka's beste finish een 3e plaats op het Barbasol Championship, dat het alternatieve toernooi was voor spelers die zich niet voor The Open Championship hadden gekwalificeerd. In zijn eerste jaar kwalificeerde hij zich via een qualifiertoernooi voor de US Open, waar hij de cut haalde en als gedeeld 28e eindigde. In de reguliere PGA Tour eindigde hij op de 107e plaats op de FedEx Cup-ranglijst, waarmee hij zich voor de FedEx Cup Playoffs kwalificeerde en zijn Tour-kaart zou behouden voor 2020.
In 2021 nam Straka namens Oostenrijk deel aan het individuele golftoernooi voor mannen op de Olympische Zomerspelen van 2020, waar hij op een gedeelde 10e plaats eindigde.
In februari 2022 werd Straka de eerste Oostenrijker die een toernooi won op de PGA Tour, nadat hij The Honda Classic in Florida op zijn naam schreef. In juli 2023 won Straka met de John Deere Classic zijn tweede toernooi op de PGA Tour. Niet veel later eindigde hij als gedeeld tweede op The Open Championship, wat zijn beste finish in een major tot nu toe was.
In september 2023 speelde Straka voor de eerste keer mee namens het Europese team tijdens de Ryder Cup in Italië. Het Europese team won met 16,5-11,5 en Straka speelde in drie wedstrijden met een score van 1-2-0.

## Gewonnen toernooien

### PGA Tour
- The Honda Classic (2022)
- John Deere Classic (2023)

### Web.com Tour
- KC Golf Classic (2018)